# Lianiokládhi
Lianiokládhi ou Leianokládi (en grec moderne : Λειανοκλάδι), est un village de Phthiotide en Grèce.

## Histoire
Alan Wace y fait quelques fouilles archéologiques en 1907. 